# Viola chamissoniana
Viola chamissoniana är en violväxtart som beskrevs av Gingins. Viola chamissoniana ingår i släktet violer, och familjen violväxter.

## Underarter
Arten delas in i följande underarter:
- V. c. chamissoniana
- V. c. robusta
- V. c. tracheliifolia

## Bildgalleri

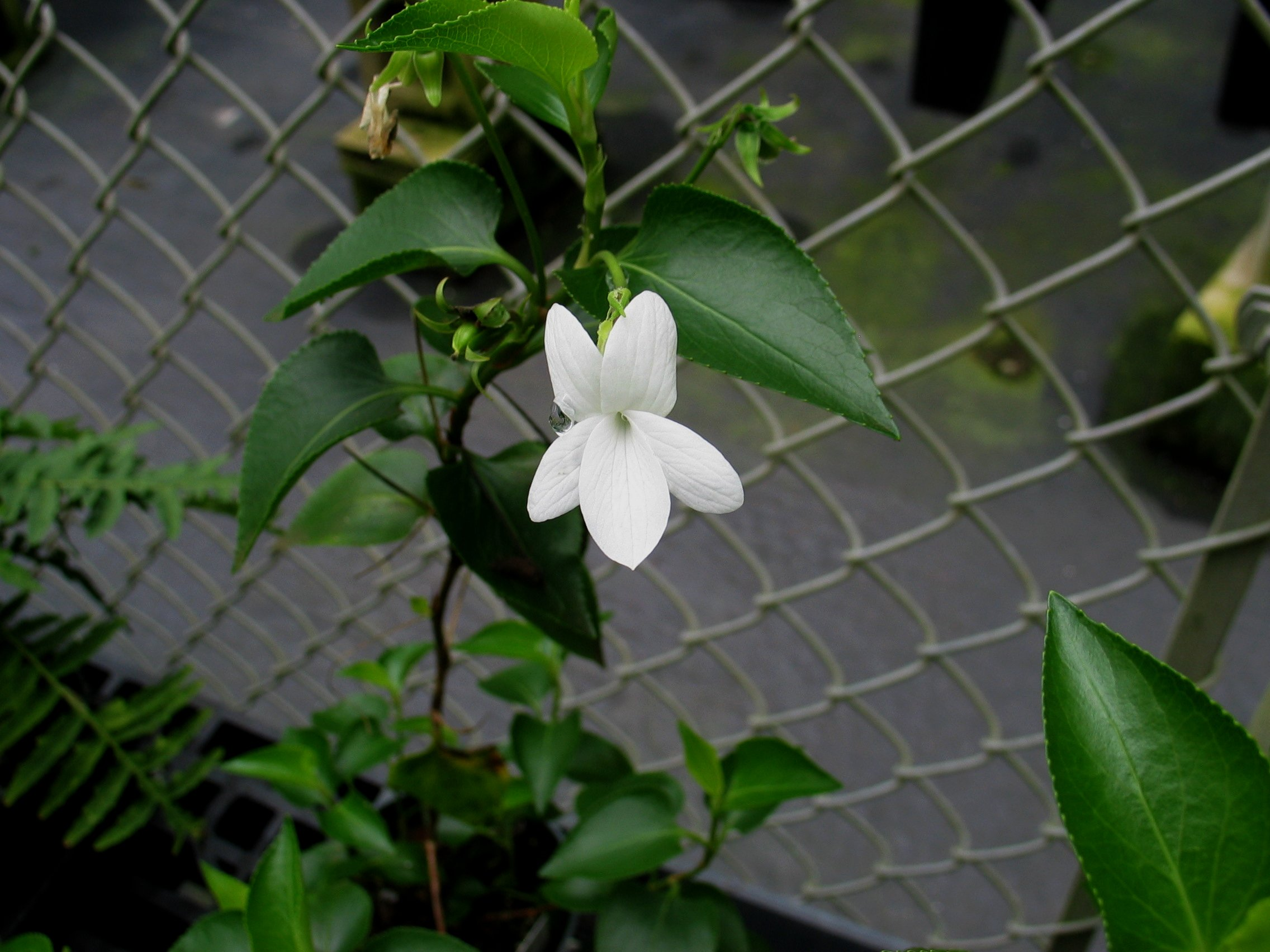
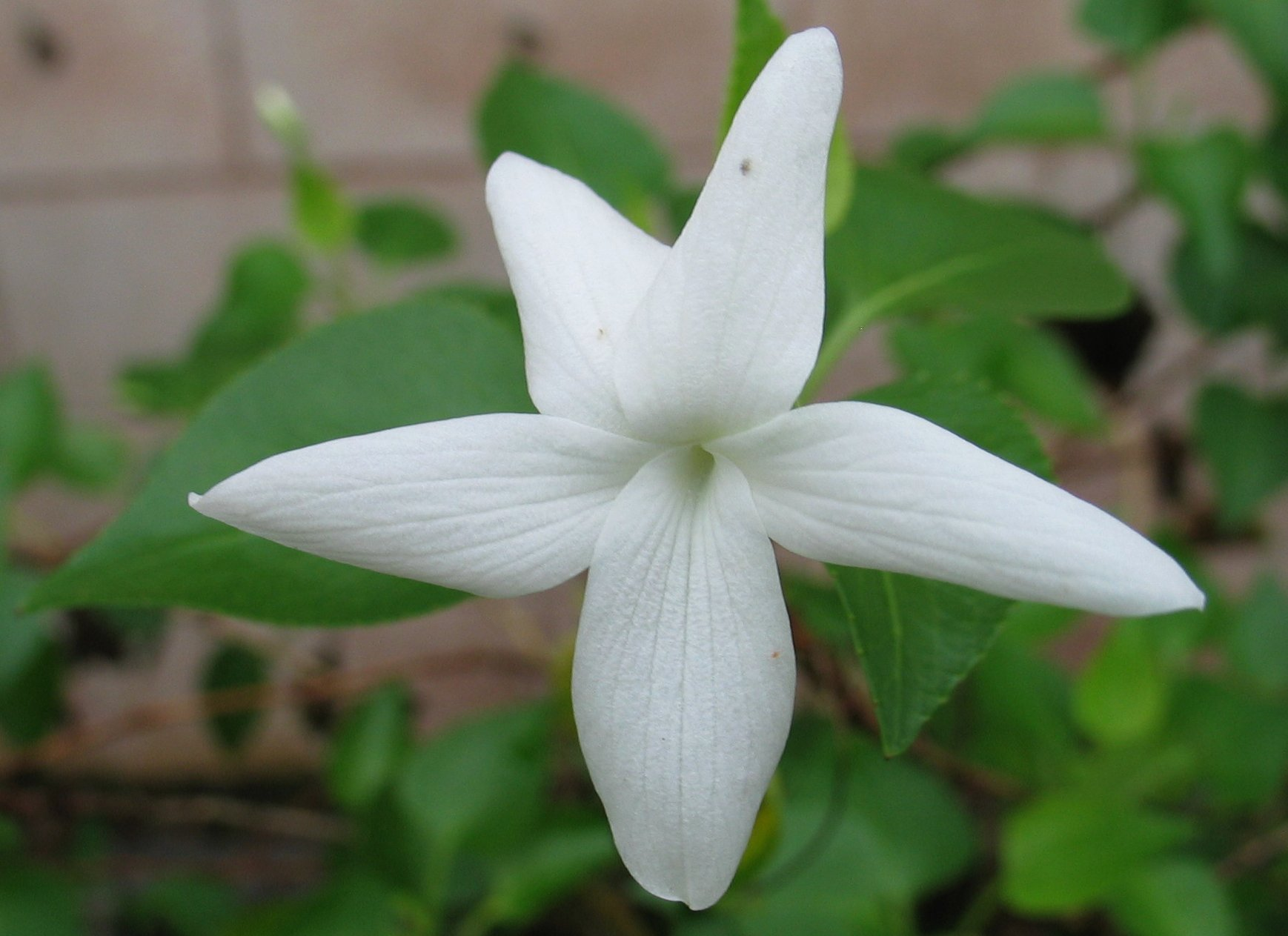